# Arne Dokken
Arne Dokken (ur. 27 sierpnia 1955 w Drammen) – norweski piłkarz występujący na pozycji napastnika. Trener piłkarski.

## Kariera klubowa
Dokken karierę rozpoczynał w 1975 roku w pierwszoligowym Strømsgodset IF. W sezonie 1975 z 18 bramkami na koncie został królem strzelców ligi norweskiej. W sezonie 1976 spadł z zespołem do drugiej ligi. W 1978 roku został graczem pierwszoligowego klubu Lillestrøm SK. W sezonie 1978 wywalczył z nim wicemistrzostwo Norwegii, a także Puchar Norwegii. W sezonie 1980 z 14 golami ponownie został królem strzelców ligi norweskiej, a w sezonie 1981 po raz drugi zdobył z Lillestrøm Puchar Norwegii.
W 1981 roku Dokken przeszedł do greckiego Panathinaikosu. W sezonie 1981/1982 wywalczył z nim wicemistrzostwo Grecji, a także Puchar Grecji. W 1983 roku odszedł do Apollonu Smyrnis, gdzie występował do sezonu 1983/1984.
W 1984 roku wrócił do Norwegii, gdzie został zawodnikiem Rosenborga. W sezonie 1985 pełnił tam funkcję trenera i zdobył wówczas z zespołem mistrzostwo Norwegii. W 1986 roku zakończył karierę, a w Rosenborgu pozostał jako trener.

## Kariera reprezentacyjna
W reprezentacji Norwegii Dokken zadebiutował 28 sierpnia 1975 przegranym 1:3 meczu eliminacji Letnich Igrzysk Olimpijskich 1976 z ZSRR. 21 sierpnia 1980 w wygranym 6:1 pojedynku Mistrzostw Nordyckich z Finlandią strzelił pierwszego gola w kadrze. W latach 1975–1984 w drużynie narodowej rozegrał 25 spotkań i zdobył 2 bramki.